# Ludovico Manin
Ludovico Manin, född 14 maj 1725, död 24 oktober 1802, var Republiken Venedigs sista regerande doge 1789-1797.